# Tantya Tope

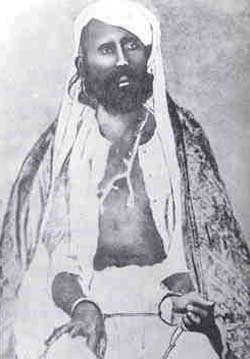
Tantya Tope

Ramachandra Pandurang Tope, bekannt als Tantya Tope (Marathi: तांत्या टोपे, Tāntyā Tope; oder तात्या टोपे, Tātyā Tope; * 1814 in Yeola; † 18. April 1859 in Shivpuri), war einer der indischen Führer des Indischen Aufstands von 1857. 
Er war zunächst Adjutant von Nana Sahib und stellte sich später mit einem Kontingent von Gwalior-Solden den britischen Truppen entgegen. Er kam außerdem der Rani Lakshmibai zur Hilfe, als sie sich dem Widerstand gegen die britische Besetzung des indischen Halbkontinents anschloss. Er wurde im Frühjahr 1859 von den Briten gefangen genommen und am 18. April 1859 gehängt.

## Leben
Tantya Tope wurde im Dorf Yeola in Maratha geboren. Er war der einzige Sohn von Pandurang Rao Tope und seiner Frau Rukhmabai, einem der Edelleute am Hof des Peshwa von Pune, Baji Rao II. Pune zählte zu den bedeutenderen Marathen-Fürstentümern, sein Herrscher Baji Rao war jedoch von den Briten entthront und in Bithur exiliert worden. Sein Vater zog gemeinsam mit seiner Familie nach Bithur, nachdem der Peshwa abgesetzt worden war. Dort wurde Tantya Tope zu einem der engsten Freunde von Nana Sahib, dem Adoptivsohn des Peshwas. Baji Rao II erhielt bis zu seinem Tode im Jahre 1851 von den Briten eine großzügige jährliche Pension. Seinem Adoptivsohn und Erben Nana Sahib verweigerten die Briten dagegen die Fortsetzung dieser Pensionszahlung.
Nach dem Ausbruch des Aufstands wandten sich Aufständische an Nana Sahib mit der Bitte, eine führende Rolle im Aufstand zu übernehmen. Nach anfänglichem Zögern erklärte er sich zunächst bereit, Sepoy-Truppen auf ihrem Weg nach Delhi anzuführen. Mitglieder seines Hofes brachten ihn jedoch davon ab, sich als hochrangiger Hindu dem muslimischen Großmogul in Delhi zu unterstellen. Nach der Beendigung des Aufstands gefundene Papiere legen nahe, dass Nana Sahib in Erwägung zog, nicht nur den Thron seines Adoptivvaters zurückzuerobern, sondern auch angrenzende Fürstentümer zu seinen Vasallen zu machen.
Tantya Tope übernahm eine Führungsrolle in den von Nana Sahib geleiteten aufständischen Truppen und war wesentlich an der Belagerung von Kanpur beteiligt. Es ist aber nicht klar, inwieweit ihm eine Rolle am Massaker an 73 Frauen und 124 Kindern zukommt, die im Bibighar abgeschlachtet wurden.
Als im März 1858 britische Truppen unter Hugh Rose, 1. Baron Strathnairn auf Jhansi zumarschierten, führte Tantya Tope 20.000 Mann zur Unterstützung der Rani von Jhansi. In der Schlacht am Betwa wurde er aber von Rose zurückgeschlagen.
Nachdem Gwalior von den Briten zurückerobert worden war, führte Tantya Tope einen erfolgreichen Guerillakrieg gegen britische Truppen. Er wurde von einem seiner eigenen Untergebenen verraten und von den Briten am 7. April 1859 gefangen genommen.

## Gedenken
In der Nähe seines Hinrichtungsortes im Nana Rao Park und in seiner Heimatstadt Yeola erinnern heute Statuen an ihn.

## Einzelbelege
1. ↑  James, S. 234
2. ↑  Eine ausführlichere Charakterisierung von Nana Sahib findet sich bei Hibbert, S. 172–177